# Rock am Ring
Rock am Ring și Rock im Park sunt două festivaluri simultane de muzică rock ținute anual. În timp ce Rock am Ring are loc pe pista Nürburgring din Nürburg (Adenau, Rheinland-Pfalz) (50°20′10″N 06°56′48″E / 50.33611°N 6.94667°E), în vest; Rock im Park are loc la Zeppelinfeld (49°25′44″N 11°07′19″E / 49.42889°N 11.12194°E) în Nürnberg, în sud.
Ambele festivaluri de obicei sunt considerate ca un singur eveniment, având aceeași participanți pe ambele scene. Toți artiștii o zi evoluează pe Nürburgring iar în altă zi în Nürnberg, pe durata unui eveniment de trei zile. Au existat unele excepții minore în ultimii ani, când unii artișt au evoluat doar la un singur festival. Împreună Rock am Ring și Rock im Park sunt cele mai mari festivaluri muzicale, cu o audiență combinată de 150.000 de persoane în 2007.

## Istorie

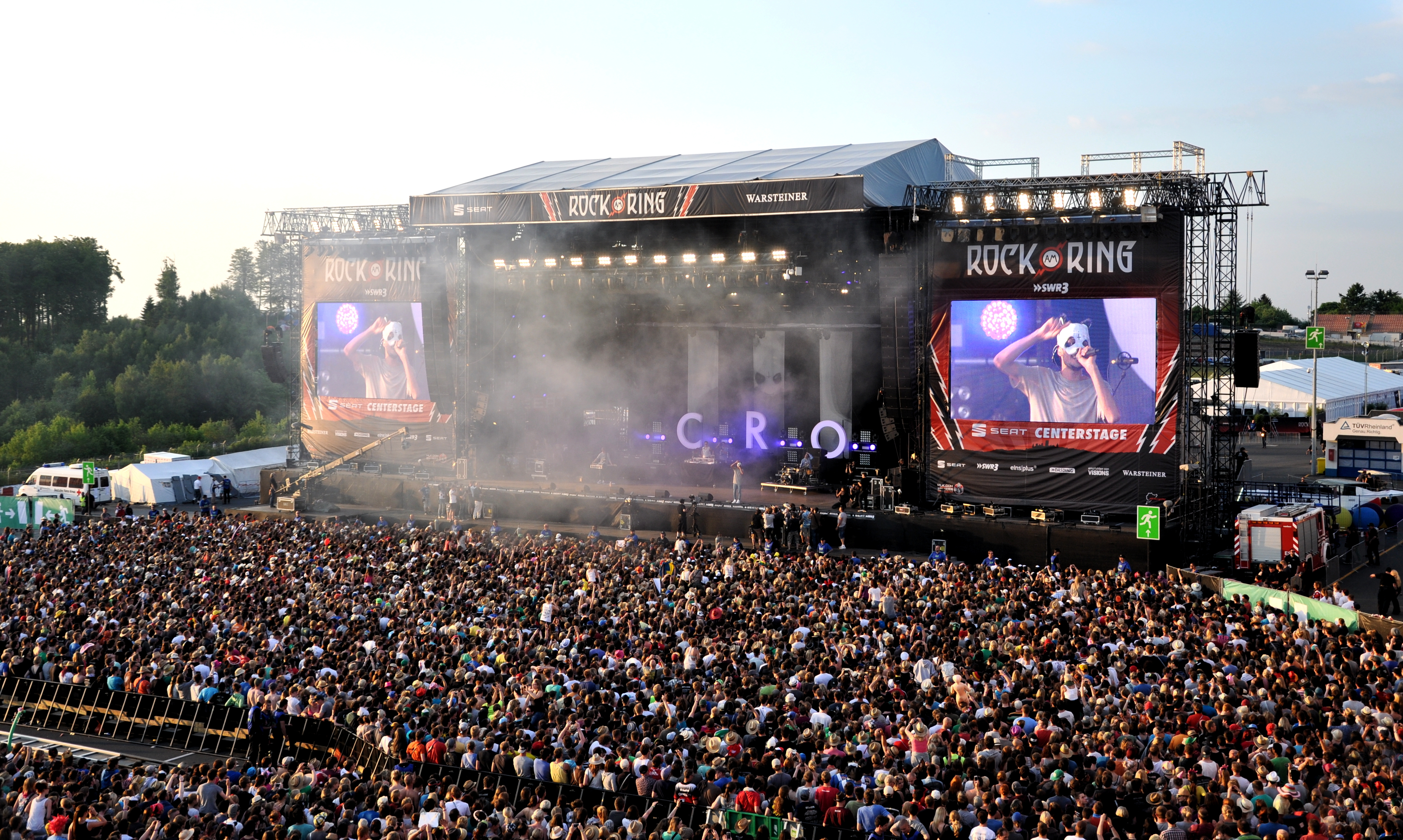
Scena centrală (2013)

Rock am Ring a fost inițial planificat ca un festival unitar, ținut o singură dată, pentru a sărbători inaugurarea unei versiuni noi, mai scurte a pistei de Formula 1 Nürburgring în 1985, dar datorită succesului său comercial (cu 75.000 de spectatori), s-a decis de a transforma festivalul într-un eveniment anual. Totuși, după o scădere de audiență în 1988, festivalul a intrat în pauză pentru doi ani. În 1991, festivalul s-a reîntors cu un nou concept: pe lângă artiștii bine-cunoscuți, organizatorii prezentau publicului și formații mai puțin cunoscute, dar promițătoare. În 1993, Rock im Park a avut loc pentru prima oară în Viena. În 1994, Rock im Park s-a mutat la Aeroportul München-Riem, iar în anul următor la Olympiastadion, unde a avut loc în 1995 și 1996. Începând cu 1997, Rock im Park are loc anual la Zepplinfield în Nürnberg.
Festivalul din 2007 a fost folosit într-un experiment științific pentru a testa efectele săritului simultan a unei mulțimi considerabile de oameni.

### Gazde
| An   | Rock am Ring         | Rock im Park                                  |
| ---- | -------------------- | --------------------------------------------- |
| 1985 | Nürburgring, Nürburg | –                                             |
| 1986 | Nürburgring, Nürburg | –                                             |
| 1987 | Nürburgring, Nürburg | –                                             |
| 1988 | Nürburgring, Nürburg | –                                             |
| 1989 | –                    | –                                             |
| 1990 | –                    | –                                             |
| 1991 | Nürburgring, Nürburg | –                                             |
| 1992 | Nürburgring, Nürburg | –                                             |
| 1993 | Nürburgring, Nürburg | Rock in Wein Ernst-Happel-Stadion, Viena      |
| 1994 | Nürburgring, Nürburg | Rock im Riem Aeroportul München-Riem, München |
| 1995 | Nürburgring, Nürburg | Rock im Riem Olympiastadion, München          |
| 1996 | Nürburgring, Nürburg | Rock im Riem Olympiastadion, München          |
| 1997 | Nürburgring, Nürburg | Zeppelinfeld, Nürnberg                        |
| 1998 | Nürburgring, Nürburg | Zeppelinfeld, Nürnberg                        |
| 1999 | Nürburgring, Nürburg | Zeppelinfeld, Nürnberg                        |
| 2000 | Nürburgring, Nürburg | Zeppelinfeld, Nürnberg                        |
| 2001 | Nürburgring, Nürburg | Zeppelinfeld, Nürnberg                        |
| 2002 | Nürburgring, Nürburg | Zeppelinfeld, Nürnberg                        |
| 2003 | Nürburgring, Nürburg | Zeppelinfeld, Nürnberg                        |
| 2004 | Nürburgring, Nürburg | Zeppelinfeld, Nürnberg                        |
| 2005 | Nürburgring, Nürburg | Zeppelinfeld, Nürnberg                        |
| 2006 | Nürburgring, Nürburg | Luitpoldarena, Nürnberg                       |
| 2007 | Nürburgring, Nürburg | Zeppelinfeld, Nürnberg                        |
| 2008 | Nürburgring, Nürburg | Zeppelinfeld, Nürnberg                        |
| 2009 | Nürburgring, Nürburg | Zeppelinfeld, Nürnberg                        |
| 2010 | Nürburgring, Nürburg | Zeppelinfeld, Nürnberg                        |
| 2011 | Nürburgring, Nürburg | Zeppelinfeld, Nürnberg                        |
| 2012 | Nürburgring, Nürburg | Zeppelinfeld, Nürnberg                        |
| 2013 | Nürburgring, Nürburg | Zeppelinfeld, Nürnberg                        |
| 2014 | Nürburgring, Nürburg | Zeppelinfeld, Nürnberg                        |

## Ediții
| Data             | Formații | Spectatori (RaR)                                   | Spectatori (RiR) |
| ---------------- | --- | -------------------------------------------------- | ---------------- |
| 25–26 mai 1985   | U2, Joe Cocker, Foreigner, Marius Müller-Westernhagen, Marillion, Chris de Burgh, Rick Springfield, Gianna Nannini, The Alarm, Lone Justice, Immaculate Fools, REO Speedwagon, Saga, Mink DeVille, Russ Ballard, Night Ranger, Huey Lewis and the News, Shakatak | 75,000                                             | -                |
| 14–15 iunie 1986 | Simple Minds headlining The Cure, INXS, James Taylor, Simply Red, Echo & the Bunnymen, Talk Talk, The Bangles | 50,000                                             | -                |
| 6–7 iunie 1987   | David Bowie, Eurythmics, Udo Lindenberg, UB40 | 60,000                                             | -                |
| 11–12 iunie 1988 | Marius Müller-Westernhagen, Fleetwood Mac, Chris Rea, Imperiet | 30,000                                             | -                |
| 28–30 iunie 1991 | INXS, Toto, Sting, The Sisters of Mercy, The Jeremy Days | 51,000                                             | -                |
| 5–7 iunie 1992   | Marillion, Saga, Bryan Adams, Elton John, Pearl Jam, The Cult, Tori Amos, Héroes del Silencio | 42,000                                             | -                |
| 29–30 mai 1993   | INXS, Faith No More, Brian May, Robert Plant, Héroes del silencio, Melissa Etheridge, Def Leppard, Danzig, The Black Crowes, Leonard Cohen, Hothouse Flowers, The Jayhawks, World Party, Ugly Kid Joe | 50,000                                             | -                |
| 21–23 mai 1994   | Aerosmith, Peter Gabriel, Clawfinger, Nina Hagen, Radiohead, Therapy?, Rage Against the Machine, The Smashing Pumpkins | 70,000                                             | -                |
| 3–4 iunie 1995   | Van Halen, Bon Jovi, Megadeth, Bad Religion, Otto Waalkes, Pretenders | 70,000                                             | -                |
| 24–26 mai 1996   | Rage Against the Machine, Kiss, Bryan Adams, Dave Matthews Band, Herbert Grönemeyer, Die Toten Hosen, Sting, Fugees, Alanis Morissette, Héroes del Silencio, Bush, Mike + The Mechanics, Sepultura, Rancid, Paradise Lost | 75,000                                             | -                |
| 16–18 mai 1997   | Soraya, Kiss, Aerosmith, Die Ärzte, Supertramp, Texas, Neneh Cherry, Faith No More | 70,000                                             | 40,000           |
| 29–31 mai 1998   | Bob Dylan, Genesis, Ozzy Osbourne, Rammstein, BAP, The Prodigy, Bad Religion, Therapy?, The Smashing Pumpkins, Soulflower | 58,000                                             | not specified    |
| 21–23 mai 1999   | Metallica, Bryan Adams, Alanis Morissette, Xavier Naidoo, Robbie Williams, Faithless, Skunk Anansie, Garbage. | 63,000                                             | 30,000           |
| 9–11 iunie 2000  | Oasis, Pearl Jam, Slipknot, Die Toten Hosen, Sting, Eurythmics, Korn, Rage Against the Machine | 75,000                                             | 40,000           |
| 1–3 iunie 2001   | Blackmail, HIM, Anastacia, Limp Bizkit, Linkin Park, Radiohead, Alanis Morissette, Kid Rock, Godsmack, OutKast, Reamonn, Hed PE | 65,000                                             | 50,000           |
| 17–19 mai 2002   | Lenny Kravitz, Carlos Santana, Faithless, Neil Young, Jamiroquai, Wyclef Jean, P.O.D., Drowning Pool, Ozzy Osbourne, Alien Ant Farm, System of a Down, Natalie Merchant, Bad Religion, Muse | 50,000                                             | 40,000           |
| 6–8 iunie 2003   | Iron Maiden, Metallica, Placebo (înlocuindu-i pe Linkin Park ca rezultat a spitalizării lui Chester Bennington), Audioslave, Evanescence, Apocalyptica, Marilyn Manson, Deftones, Queens of the Stone Age, Zwan, The Cardigans, Maná, Molotov, Lifehouse, The Donnas, Murderdolls, Reamonn, Silverchair, The Hives, The Dandy Warhols, Die Happy, blackmail, M.I.A., Joachim Deutschland, Whyte Seeds, Stone Sour, Clawfinger Emil Bulls, Dave Gahan, Stereophonics, Badly Drawn Boy, Turin Brakes, Tomte, The Ark, Saybia, Surrogat, Disturbed, Boysetsfire, Moby, Beginner, ASD (Afrob & Samy Deluxe), Patrice, Saïan Supa Crew, Deichkind, Kool Savas, Creutzfeld & Jakob, Rolf Stahlhofen | 75,000                                             | 40,000           |
| 4–6 iunie 2004   | Red Hot Chili Peppers, Muse, Nickelback, Evanescence, Die Toten Hosen, Faithless, Bad Religion, Moloko, Avril Lavigne, Wir sind Helden, Judas Priest (Rock im Park only), Linkin Park (Rock am Ring only), Lostprophets, Motörhead, Sportfreunde Stiller, The Rasmus, Seeed, Korn, 3 Doors Down, Lagwagon, H-Blockx, Dover, Machine Head | 65,000                                             | 40,000           |
| 3–5 iunie 2005   | Headliners: Iron Maiden, R.E.M., HIM, Wir sind Helden, Mudvayne, Melody Club, Green Day, Incubus, The Hives, Slayer, Marilyn Manson, 3 Doors Down, Helmet, Billy Idol, Velvet Revolver, Feeder, The Prodigy, The Chemical Brothers, Slipknot, Mötley Crüe, Fettes Brot, Mando Diao, Subway to Sally, Apocalyptica, Die Toten Hosen, Wednesday 13, Dir En Grey, Kagerou, Maroon 5, Papa Roach, Within Temptation, Weezer, Black Raven, Garbage. | 70,000                                             | 45,000           |
| 2–4 iunie 2006   | Headliners: New Guns N' Roses, Kaizers Orchestra, Korn and Metallica, Angels & Airwaves, Trivium, Alter Bridge, Avenged Sevenfold, Cradle of Filth, Depeche Mode, The Darkness, Placebo, Morrissey, Franz Ferdinand, Deftones, Editors, Bela B., Nelly Furtado, Sportfreunde Stiller, Kaiser Chiefs, Tool, Jamiroquai, Dir En Grey, Atreyu, In Flames, Opeth, Bloodhound Gang, Kagerou, Danko Jones, Bullet for My Valentine, Alice in Chains, Stone Sour, Point Blank, The Zutons, Strapping Young Lad, She Wants Revenge | 80,000                                             | 49,000           |
| 1–3 iunie 2007   | Headliners: Linkin Park, The Smashing Pumpkins, Die Ärzte and Slayer, Evanescence, Korn, The White Stripes, Velvet Revolver, Thirty Seconds to Mars, Muse, Beatsteaks, Billy Talent, Mando Diao, Wir sind Helden, Dave Matthews Band (withdrew from the event), The Hives, Arctic Monkeys, My Chemical Romance, Kaiser Chiefs, Jan Delay & Disko No. 1, M.I.A., The Kooks, Wolfmother, Stone Sour, Amy Winehouse (withdrew from the event), As I Lay Dying, Bloodsimple, Breed 77, The Cat Empire, Chimaira, The Cribs, Fair to Midland, Disco Ensemble, Enter Shikari, The Fratellis, Funeral for a Friend, Ghosts, Gogol Bordello, Good Charlotte, The Higher, Hinder, Killswitch Engage, Lamb of God, Little Man Tate, Machine Head, Maxïmo Park, McQueen, Megadeth, Mr. Hudson & The Library, Paolo Nutini, Papa Roach (canceled Rock im Park performance due to vocal problems), Razorlight, Scissor Sisters, Silverstein, The Sounds, Sugarplum Fairy, Tele, Type O Negative, Under the Influence of Giants, The Used, Zoot Woman, Aiden, Miasma, Charlotte Hatherley, DevilDriver, Down Below, DragonForce, Finley, Gallows, Groove Armada, Head Automatica, In This Moment, Kilian, Lez Zeppelin, The Long Blondes (Rock im Park only), Lost Alone, Mutemath, Ohrbooten, One Fine Day, Paramore, Pohlmann, Revolverheld, Saosin, Smoke Blow, Sunrise Avenue, Turbostaat, The Last Exit to Anywhere | 82,000 for the first time sold out in advance sale | 60,000           |
| 6–8 iunie 2008   | Headliners: Die Toten Hosen, Rage Against the Machine, Metallica; also HIM, The Prodigy, Incubus, Sportfreunde Stiller, The Verve, The Offspring, Motörhead, Queens of the Stone Age, Eagles of Death Metal, Fettes Brot, Culcha Candela, The Fratellis, Serj Tankian, Bullet for My Valentine, Babyshambles, Nightwish, Lostprophets, In Flames, Kate Nash, Kid Rock, Alter Bridge, Simple Plan, Madsen, Dimmu Borgir, Bad Religion, Justice, Disturbed, 36 Crazyfists, Rooney, Stereophonics, Manic Street Preachers, Airbourne, Saxon, Pendulum, Danko Jones | peste 85,000 sold out in advance sale              | 75,000           |
| 5–7 iunie 2009   | Headliners: Marilyn Manson, Billy Talent, Limp Bizkit, Placebo, The Killers, Korn, Slipknot, Mando Diao; also 2raumwohnung, Alexisonfire, All That Remains, ...And You Will Know Us by the Trail of Dead, Basement Jaxx, Biffy Clyro, Black Stone Cherry, Bloc Party, Bring Me the Horizon, Chester French, Chris Cornell, Dir En Grey, DragonForce, Dredg, Enter Shikari, Esser, Expatriate, Flogging Molly, Gallows, Guano Apes, Ich Bin Bunt, Jan Delay & Disko No. 1, Juliette Lewis, Kettcar, Kilians, Killswitch Engage, Kitty, Daisy & Lewis, Little Man Tate, Machine Head, Madina Lake, Madness, M.I.A., Middle Class Rut, New Found Glory, Pain, Papa Roach, Peter Bjorn and John, Phoenix, Peter Fox, Polarkreis 18, Razorlight, Reamonn, Scouting for Girls, Selig, Sevendust, Shinedown, Steadlür, Sugarplum Fairy, The All-American Rejects, The Crave, The Gaslight Anthem, The Kooks, The Prodigy, The Rifles, The Soundtrack of Our Lives, The Script, The Subways, Tomte, Trivium, Volbeat, White Lies | 80,000 sold out in advance sale                    | 60,000           |
| 3–6 iunie 2010   | Headliners: Rammstein, Muse, Rage Against the Machine, Kiss, HIM, Thirty Seconds to Mars; also A Day to Remember, Airbourne, Alice in Chains, Alkaline Trio, As I Lay Dying, Bad Religion, Broilers, Bullet for My Valentine, Cancer Bats, Carpark North, Crime in Stereo, Crystal Castles, Cypress Hill, Das Actionteam, Delphic, Die Sterne, Disco Ensemble, Dizzee Rascal, Dommin, Editors, Donots, Ellie Goulding, Eyes of Solace, Fertig, Los!, Five Finger Death Punch, Foals, Gentleman, Gogol Bordello, Gossip, H-Blockx, Halestorm, HammerFall, Heaven Shall Burn, Jan Delay & Disko No. 1, Jay-Z, Kamelot, Kasabian, Katatonia, Kate Nash, Kiss, Lamb of God, Lazer, Lissie, Motörhead, Muse, OneRepublic, Pendulum, Rage Against the Machine, Rise Against, Rock Rotten's 9mm Assi Rock'n'Roll, Roman Fischer, Slash, Slayer, Sportfreunde Stiller (unplugged), Stone Sour, Sweethead, Taking Dawn, Taylor Hawkins and the Coattail Riders, The Cribs, The Damned Things, The Hives, The New Black, The Sounds, The Storm, Them Crooked Vultures, Tocotronic, Turbostaat, Volbeat, We Are the Fallen, Whitechapel, WhoMadeWho, Year Long Disaster, You Me at Six, Zebrahead | 86,500 sold out in advance sale                    | 60,500           |
| 3–5 iunie 2011   | Headliners: System of a Down, Coldplay, Kings of Leon; also In Flames, Mando Diao, Beatsteaks, The Gaslight Anthem, Volbeat, Hurts, The BossHoss, Jazzkantine | 84,000                                             | 55,200           |
| 1–3 iunie 2012   | Headliners: Linkin Park, Metallica, Die Toten Hosen; also Evanescence, Soundgarden, Tenacious D, Billy Talent, Machine Head, Marilyn Manson, Trivium, The Offspring, Kasabian, Skrillex, Gossip, Gojira, Killswitch Engage | 86,500 sold out in advance sale                    | 76,000           |
| 7–9 iunie 2013   | Headliners: Green Day, Volbeat, Thirty Seconds to Mars; also The Killers, The Prodigy, Seeed, Fettes Brot, Korn, Limp Bizkit, Paramore, Bullet For My Valentine, Hurts, Bad Religion, Phoenix, Stone Sour, The Bosshoss, Tocotronic, Biffy Clyro, Papa Roach Love and Death (band) | 87,000 sold out in advance sale                    |                  |
| 5–8 iunie 2014   | Headliners: Linkin Park, Metallica, Iron Maiden, Kings Of Leon; | —                                                  | —                |

## 2008
Festivalul din 2008 a avut loc pe 6–8 iunie 2008. 91 de participanți au evoluat oficial. Pentru ambele festivaluri tichetele s-au epuizat pe 1 mai.
Participanți:

3 Doors Down (înlocuindu-l pe Chris Cornell, care s-a retras pentru a înregistra un album), 36 Crazyfists, Against Me!, Airbourne, Alpha Galates, Alter Bridge, Animal Alpha, Babyshambles, Bad Religion, Bedouin Soundclash, The Black Dahlia Murder, Black Stone Cherry, Black Tide, Bloodlights, Booka Shade, Bullet for My Valentine, CSS, Cavalera Conspiracy, Chiodos, Coheed and Cambria, Culcha Candela, Danko Jones, Die Toten Hosen, Dimmu Borgir, Disco Ensemble, Disturbed, Eagles of Death Metal, EL*KE, Fair to Midland, Fettes Brot, Fiction Plane, Filter, Finger Eleven, From First to Last, Gavin DeGraw, Gavin Rossdale, Glory of Joann, High on Fire, HIM, Hot Chip, In Case of Fire, In Flames, Incubus, Infadels, Jimmy Eat World, Joe Lean & The Jing Jang Jong, Johnossi, Jonathan Davis, Justice, Kate Nash, Kid Rock, Kill Hannah, Lostprophets, Madsen, Manic Street Preachers, Masters of Reality, Metallica, Motörhead, Nightwish, Oomph!, Opeth, Paramore, Pete Murray, Queens of the Stone Age, Rafael Weber, Rage Against the Machine, Rival Schools, Róisín Murphy, Rooney, Rose Tattoo, Saul Williams, Saxon, Seether, Serj Tankian, Silverstein, Simple Plan, Söhne Mannheims, Sonic Syndicate, Sportfreunde Stiller, Stereophonics, Steriogram, Takida, The Fall of Troy, The Fratellis, The Futureheads, The Hellacopters, The Offspring, The Prodigy, The Streets, The Verve, Tokyo Police Club, Turisas și ZOX.

## 2009
Headliners: Limp Bizkit, Slipknot, The Prodigy, KoЯn, Marilyn Manson, The Killers, Placebo and Billy Talent. Other bands included 2raumwohnung, Alexisonfire, All That Remains, ...And You Will Know Us by the Trail of Dead, Basement Jaxx, Biffy Clyro, Black Stone Cherry, Bloc Party, Bring Me the Horizon, Chester French, Chris Cornell, Dir En Grey, DragonForce, Dredg, Enter Shikari, Esser, Expatriate, Five Finger Death Punch, Flogging Molly, Forbidden Theory, Gallows, Guano Apes, Hollywood Undead, Ich Bin Bunt, Jan Delay & Disko No. 1, Juliette Lewis, Kettcar, Kilians, Killswitch Engage, Kitty, Daisy & Lewis, Little Man Tate, Machine Head, Madina Lake, Madness, Mando Diao, M.I.A., Middle Class Rut, New Found Glory, Pain, Papa Roach, Peter Bjorn and John, Peter Fox, Phoenix, Polarkreis 18, Razorlight, Reamonn, Scouting for Girls, Selig, Sevendust, Shinedown, Staind, Steadlür, Sugarplum Fairy, The All-American Rejects, The Crave, The Gaslight Anthem, The Kooks, The Rifles, The Script, The Soundtrack of Our Lives (OEOC), The Subways, Tomte, Trivium, Volbeat, White Lies
Tichetele la Rock am Ring s-au epuizat pe 26 martie.

## 2011
Headliner-ii pentru festivalul din 2011 au fost System of a Down, Coldplay. Alte formații: Disturbed, Alter Bridge, Rob Zombie, Interpol, Avenged Sevenfold, Social Distortion, Volbeat, Beatsteaks, August Burns Red, The BossHoss, Hurts, KoЯn, Madsen, Mando Diao, The Kooks, Sevendust, In Flames, 3 Doors Down, Lifehouse, The Devil Wears Prada, Ash  and The Gaslight Anthem.
| Center Stage (Rock am Ring)                                                                                           |                                                                                  |                                                                                             |
| Vineri, 3 | Sâmbătă, 4                                                                       | Duminică, 5                                                                                 |
| Kings of Leon Mando Diao Social Distortion The Gaslight Anthem Plain White T's We Are Scientists Thees Uhlmann & Band | Coldplay Söhne Mannheims The Kooks Hurts Ash The Naked and Famous Morning Parade | System of a Down Beatsteaks Volbeat Avenged Sevenfold Hollywood Undead Millencolin Mastodon |

## 2012
În 2012 au participat As I Lay Dying, Anthrax, Awolnation, Billy Talent, Crystal Castles, Deichkind, DevilDriver, Dick Brave and the Backbeats, Die Toten Hosen, Donots, Enter Shikari, Evanescence, Example, Gossip, Gojira, Guano Apes, Kasabian, Keane, KoRn, The Koletzkis, Killswitch Engage, Lamb of God, Lexy & K-Paul, Linkin Park, Machine Head, Marilyn Manson, Metallica, MIA., Motörhead, The Offspring, Opeth, Periphery, Shinedown, Skrillex, Soundgarden, Tenacious D, The Subways și Trivium.
| Center Stage (Rock am Ring)                                             |                                                                           |                                                                                               |
| Vineri, 1                                                               | Sâmbătă, 2                                                                | Duminică, 3                                                                                   |
| Linkin Park Soundgarden Gossip Kasabian Cypress Hill The Subways Tribes | Metallica Billy Talent Tenacious D Refused Enter Shikari Shinedown Gojira | Die Toten Hosen The Offspring Dropkick Murphys Dick Brave & The Backbeats Donots King Charles |

## 2013
Pentru ediția din 2013 tichetele s-au epuizat de la începutul lunii ianuarie, la festival participând Thirty Seconds to Mars, Green Day, The Prodigy, Fettes Brot, Volbeat, Stone Sour, Sportfreunde Stiller, Simple Plan, The Killers, Paramore, All Time Low, Fun., Imagine Dragons, Papa Roach, Korn, Limp Bizkit, Bullet For My Valentine, Amon Amarth, A Day To Remember, Bring Me The Horizon, Asking Alexandria, The Bosshoss, Airbourne, Bush, Hacktivist, The Bloody Beetroots, Hurts, Phoenix, Tocotronic, Biffy Clyro, Stereophonics, Kate Nash, Selig, Bosse, Kraftklub, Bad Religion, Royal Republic, Seeed, Casper, The Wombats, ASAP Rocky, Five Finger Death Punch, Coheed And Cambria, Coal Chamber, Escape The Fate, Newsted și Pierce The Veil.
| Center Stage (Rock am Ring)                                                      |                                                                             |                                                                                               |
| Vineri, 7                                                                        | Sâmbătă, 8                                                                  | Duminică, 9                                                                                   |
| Thirty Seconds to Mars Fettes Brot Cro Paramore Fun. Imagine Dragons The Strypes | The Prodigy Volbeat Stone Sour The Bosshoss Airbourne Papa Roach Hacktivist | Green Day Sportfreunde Stiller Kraftklub Simple Plan Bad Religion Royal Republic All Time Low |

## 2014
Ediția din 2014 a Rock am Ring a fost ultima ținută la Nürburgring și a durat peste 4 zile.
Headliners: Linkin Park, Metallica, Iron Maiden, Kings Of Leon. Alte formații:Alligatoah, Alter Bridge, Avenged Sevenfold, Babyshambles, Booka Shade, Die Fantastischen Vier, Fall Out Boy, Ghost, Gogol Bordello, Heaven Shall Burn, In Extremo, Jake Bugg, Jan Delay & Disko No. 1, John Newman, Karnivool, Klangkarussell Live, Kvelertak, Left Boy, Mando Diao, Marteria, Mastodon, Maximo Park, Milky Chance, Nine Inch Nails, Of Mice & Men, Opeth, Portugal. The Man, Queens Of The Stone Age, Rob Zombie, Rudimental, SDP, Sierra Kidd, Slayer, Suicide Silence, Teesy, Triggerfinger, The Offspring.
| Scena centrală (Rock am Ring)                                                        |                                                                               | |                                                                                |
| Joi, 5                                                                               | Vineri, 6                                                                     | Sâmbătă, 7                                                                                          | Duminică, 8                                                                    |
| Klangkarussell Rudimental Cro Iron Maiden The Offspring Pennywise Falling in Reverse | Kings Of Leon Mando Diao Kasabian Rea Garvey Jake Bugg John Newman Rival Sons | Linkin Park Die Fantastischen Vier Fall Out Boy Alligatoah Kaiser Chiefs The Pretty Reckless 257ers | Metallica Avenged Sevenfold Alter Bridge In Extremo Trivium Black Stone Cherry |

## 2015
Headliners: Foo Fighters, Die Toten Hosen, Slipknot. Alte formații: Rise Against, In Flames, Papa Roach, Godsmack, Motörhead, Callejon, Lamb Of God, Asking Alexandria, Kraftklub, Donots, Skindred, Broilers, Beatsteaks, Parkway Drive, Turbostaat, Trailerpark, Frank Turner și The Sleeping Souls.

## Galerie

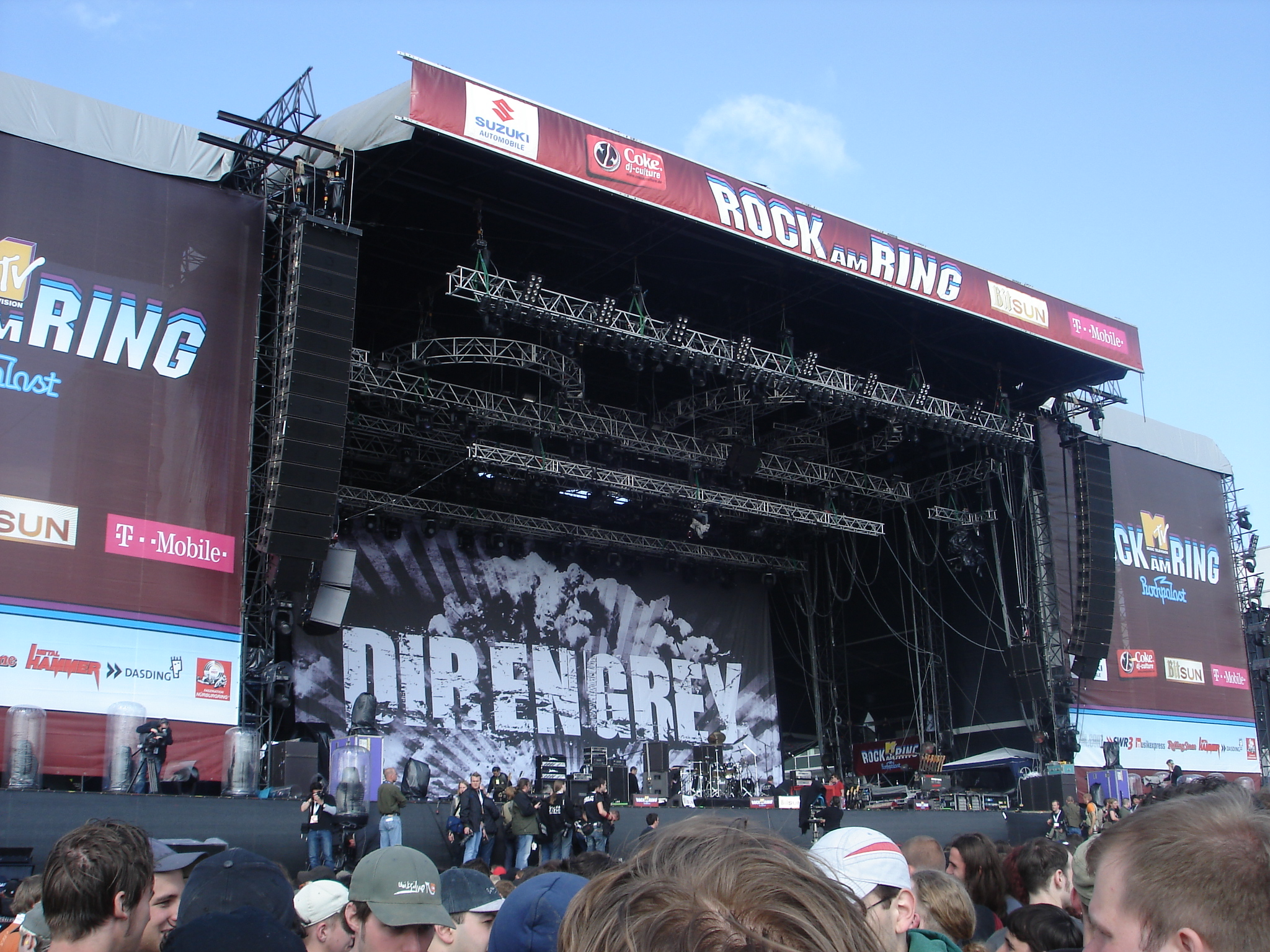
Rock am Ring 2006 stage, Dir en grey shown
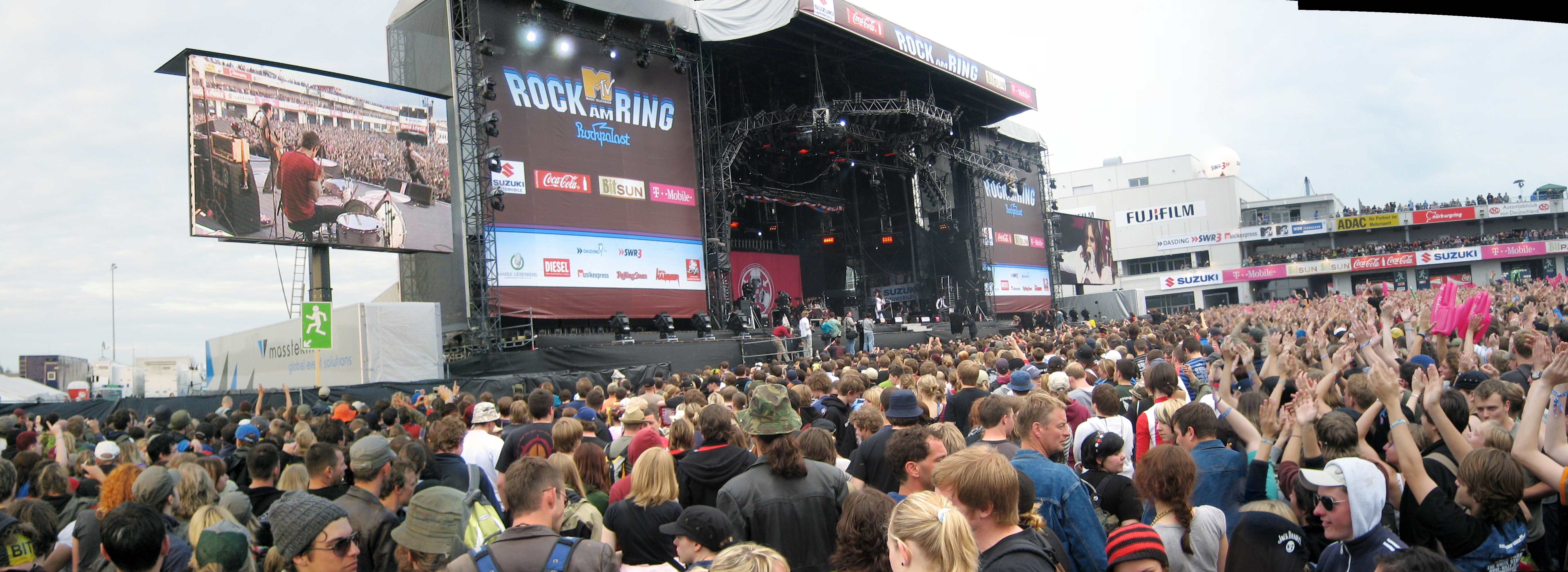
Rock am Ring 2007 main stage, 30 Seconds to Mars
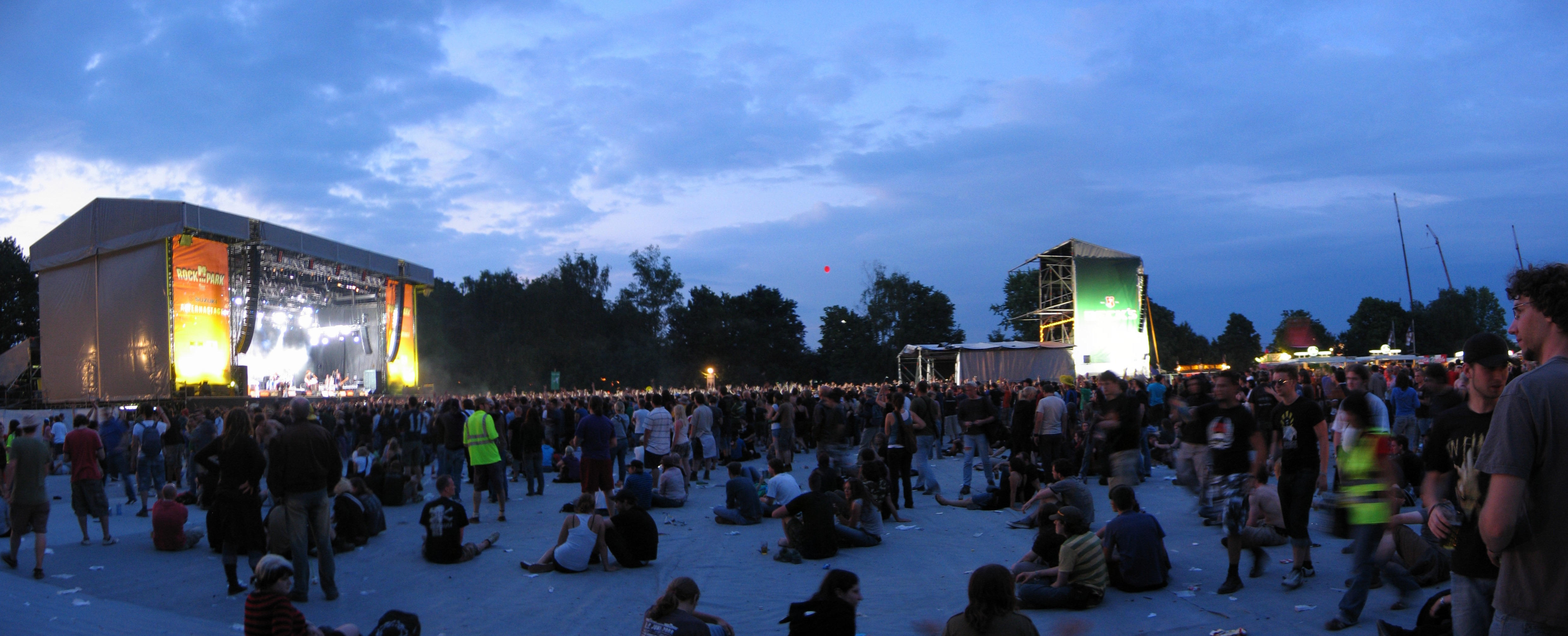
Panorama from the Alternative Stage in Rock Im Park 2008 festival.
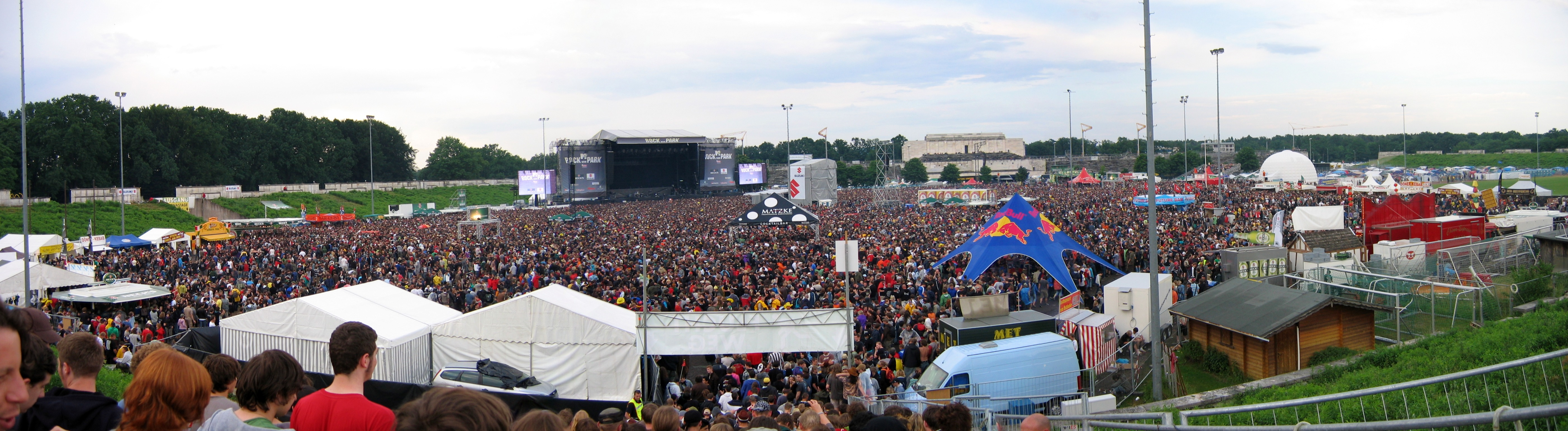
Panorama from the Zeppelin Field Main Stage during the Rock Im Park 2008 event.